# 扬州市东关小学

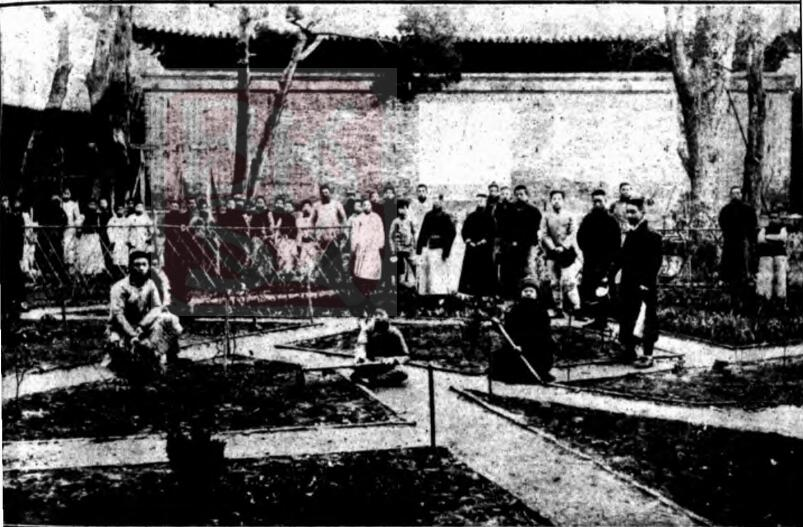
1917年，江都县立高等小学校学校园成立

扬州市东关小学，原称笃才学堂、两淮高等小学堂、江都县立高等小学校、琼花观小学，位于江苏省扬州市广陵区文昌中路241号，是扬州市第一所官办小学堂。

## 沿革
扬州市东关小学始建于清朝光绪二十八年（1902年），由两淮盐运使程仪洛拨款筹建，是扬州第一所官办小学堂，最初命名为笃材学堂。光绪三十二年（1906年），更名为两淮高等小学堂。
民国元年（1912年），更名为江都县立第一高等小学校。由一至三年级双轨，分六个班，课程开设国文、英文数学、历史、地理、体操、国画、手工、读经等。1925年，学校改办初中，改校名为江都县立初级中学。
1927年，初中迁至羊巷，再在此建立江都县立城区第十二小学。
1930年，学校改名为江都县立第一标准小学。当时陈兰舫复任扬州教育局长，因拖欠教师工资，教职工在12月25日至26日掀起了索薪运动。1931年，学校改名为江都县立实验小学。
1937年，学校改名为江都县立城东小学。同年12月14日，日军攻占扬州，学校被迫停课，学校部分校舍被日军用作军营。1939年复校，改名为江都县立模范小学。1945年抗日战争结束，学校改名为江都县立观巷镇中心国民学校。
1949年1月25日，解放军攻入扬州。同年2月，学校改名为扬州市琼花观小学。7月，扬州市政府文教科派黄尔瑛接收学校。7月，学校在湾子街东岳庙建分校。
1951年7月，东岳庙分校让给扬州市公安局做看守所，学校另租韦家井民房作分校。9月，扬州市在市区设立行政区，学校改名为扬州市城北区中心小学。
1952年，撤销韦家井分校。
1963年2月，牛奶坊分校扩建，学校当时有学生一千五百多人，是扬州市区规模最大的一所小学。
文化大革命爆发后，教工参加了集训。1967年1月被迫停课，8月朱国栋调来校主持学校工作，陆锡增协助其工作，当年9月复课。1970年3月，建立小教东关区党支部。1971年,新建学校东侧教学楼两幢。
1972年，学校更名为扬州市东关小学。
1977年，再度改名为扬州市东关中心小学。
1983年，学校教学大楼主楼竣工，牛奶坊分校学生并入总校。
2001年，更名为扬州市东关小学。

## 校友
- 江上青（1918年9月入学[5]）
- 江泽民[6]
- 杨世琦[6]